# AVN Award for Best Solo Sex Scene
L'AVN Award for Best Solo Sex Scene è un premio pornografico assegnato alla migliore scena in solitaria votata come migliore dalla AVN, l'ente che assegna gli AVN Awards, riconosciuti come i migliori premi del settore.
Come per gli altri premi, viene assegnato nel corso di una cerimonia che si svolge a Las Vegas, solitamente nel mese di gennaio, dal 1998.

## Vincitori

### Anni 1990
| Anno | Vincitori  | Titolo              |
| ---- | ---------- | ------------------- |
| 1998 | Vicca      | Diva 1 e 2          |
| 1999 | Toni James | Finger Lickin' Good |

### Anno 2000
| Anno | Vincitori         | Titolo               |
| ---- | ----------------- | -------------------- |
| 2000 | Chloe             | What Makes You Cum?  |
| 2001 | Devinn Lane       | In Style             |
| 2002 | Kim Chambers      | Edge Play            |
| 2003 | Jenna Haze        | Big Bottom Sadie     |
| 2004 | Brooke Ballentyne | Screaming Orgasms 11 |
| 2005 | Penny Flame       | Repo Girl            |
| 2006 | Katja Kassin      | Anal Showdown        |
| 2007 | Alana Evans       | Corruption           |
| 2008 | Eva Angelina      | Upload               |
| 2009 | Teagan Presley    | Not Bewitched XXX    |

### Anni 2010
| Anno | Vincitori      | Titolo                                       |
| ---- | -------------- | -------------------------------------------- |
| 2010 | Teagan Presley | Not The Brayds XXX: Marcia, Marcia, Marcia!  |
| 2011 | Joanna Angel   | Rebel Girl                                   |
| 2012 | Asa Akira      | Super Showdown 2: Asa Akira vs Kristina Rose |
| 2013 | Joanna Angel   | Joanna Angel: Filthy Whore                   |
| 2014 | Maddy O'Reilly | Not The Wizard of Oz XXX                     |